# Apamea intermixta
Apamea intermixta är en fjärilsart som beskrevs av John Henry Leech 1900. Apamea intermixta ingår i släktet Apamea och familjen nattflyn. Inga underarter finns listade i Catalogue of Life.